# Béhen
Béhen – miejscowość i gmina we Francji, w regionie Hauts-de-France, w departamencie Somma.
Według danych na rok 2011 gminę zamieszkiwało 466 osób, a gęstość zaludnienia wynosiła 47 osób/km² (wśród 2293 gmin Pikardii Béhen plasuje się na 600. miejscu pod względem liczby ludności, natomiast pod względem powierzchni na miejscu 467.).